# I Only Wanted You
 (octobre 2018).
Albums de Marie Osmond
There's No Stopping Your Heart
(1985) All in Love
(1988)
Singles
1. "You're Still New to Me"
2. I Only Wanted You
3. Everybody's Crazy Bout Me
4. Cry Just a Little

I Only Wanted You est le sixième album studio de la chanteuse country Marie Osmond. Second album publié sur le label Capitol/Curb Records, il sort en 1986.

## Contenu et histoire
L'album contient dix titres en majorité de genre country pop. Des solos de guitare, de basse et de saxophone sont présents sur quasiment toutes les pistes. Comme pour le prédécent, quatre singles sont issus de ce disque, tous classés dans le Billboard Country Chart, en commençant par un duo avec Paul Davis intitulé, "You're Still New to Me" sorti en 1986. Il s'ensuivit un single éponyme sortit à la fin de la même année, puis "Everybody's Crazy 'Bout My Baby," et enfin "Cry Just a Little."
L'album fut publié en CD par Curb Records en 1990, aux côtés de tous ses disques Capitol.

## Liste des pistes
1. "Cry Just a Little" — (Paul Davis) 3:32
2. "I Only Wanted You" — (Michael Garvin, Bucky Jones, Tom Shapiro) 3:22
3. "You're Still New to Me" — (Davis, Paul Overstreet) 3:20
  - with Paul Davis
4. "Making Magic" — (Rory Michael Bourke, Thomas Campbell) 3:10
5. "I Know the Feeling" — (J. Fred Knobloch, Dan Tyler) 3:27
6. "Your Love Carries Me Away" — (Kathie Baillie, Craig Bickhardt, Michael Bonagura, Jr.) 3:29
7. "We're Gonna Need a Love Song" — (J. Fred Knobloch, Wood Newton) 2:56
8. "New Love" — (David Erwin, Herb McCullough) 2:20
9. "More Than Dancing" — (Larry Boone, Paul Nelson) 4:03
10. "Everybody's Crazy 'Bout My Baby" — (Mike Reid) 3:41

## Musiciens
- Kathie Baillie — chœurs
- Eddie Bayers — tambours
- Jessica Boucher — chœurs
- Michael Brooks — chœurs
- Dennis Burnside — piano, arrangements de cordes
- Larry Byrom — guitare acoustique
- Terry Choate — steel guitar
- Paul Davis — chant lead et les chœurs sur "Vous êtes Encore Nouveau pour Moi"
- Thomas Flore — chœurs
- Steve Gibson — guitare électrique
- Jim Horn — saxophone
- Dave Innis — synthétiseur
- Mike Lawler — synthétiseur
- Alan LeBeouf — chœurs
- Kenny Mims — guitare électrique
- Marie Osmond — chant
- Michael Rhodes — guitare basse
- Tom Roady — percussion
- Tom Robb — guitare basse
- Lisa Argent — chœurs
- James Stroud — batterie
- Diane Tidwell — chœurs
- Dennis Wilson — chœurs
- Paul Worley — guitare acoustique, guitare électrique, chœurs

## Classement

### Album
| Chart (1986)                      | Position |
| --------------------------------- | -------- |
| U.S. Billboard Top Country Albums | 19       |

### Singles
| Année | Single                                     | Position   | Position    |
| Année | Single                                     | US Country | CAN Country |
| ----- | ------------------------------------------ | ---------- | ----------- |
| 1986  | "You're Still New to Me" (with Paul Davis) | 1          | 1           |
| 1986  | "I Only Wanted You"                        | 14         | 19          |
| 1987  | "Everybody's Crazy 'Bout My Baby"          | 24         | 34          |
| 1987  | "Cry Just a Little"                        | 50         | —           |